# Vauquelinita
La vauquelinita es un mineral cromato, por tanto de la clase de los minerales sulfatos. Fue descubierta en 1818 en Beresovsk, en los montes Urales (Rusia), siendo nombrada así en honor de Louis Nicolas Vauquelin  (1763–1829), profesor de química francés que descubrió el cromo. Un sinónimo poco usado es el de laxmannita.

## Características químicas
Aunque antes se clasificaba como un fosfato, según la última clasificación de Strunz se considera un mineral cromato con aniones adicionales fosfato, hidroxilado y con cationes de cobre y plomo, por tanto dentro de la clase 07 de los minerales sulfatos.
Es el equivalente con fosfato de la fornacita (CuPb2(CrO4)(AsO4)(OH)), formando una serie de solución sólida con este mineral, en la que la sustitución gradual del fosfato por arseniato va dando los distintos minerales de la serie.

## Formación y yacimientos
Aparece como un raro mineral en la zona de oxidación de algunos depósitos metálicos de origen hidrotermal, como producto al parecer de la alteración de piromorfita y como costras pseudomórficas secundarias en la dolomita.
Suele encontrarse asociado a otros minerales como: crocoíta, piromorfita, mimetita, cerusita, beudantita o duftita.

## Usos
Puede ser extraído en las minas como mena del cobre, plomo y cromo. Se recomienda no inhalar el polvo de este mineral y lavar las manos inmediatamente las manos tras su manipulación, por la toxicidad de estos dos últimos metales.